# Волчья Балка (Кировоградская область)
Волчья Балка (укр. Вовча Балка) — село в Ольшанской поселковой общине Голованевского района Кировоградской области Украины.
До 2020 года входило в Ольшанский район
Население по переписи 2001 года составляло 46 человек. Почтовый индекс — 26610. Телефонный код — 5250. Код КОАТУУ — 3524382203.